# Герб на Народна република България
Гербът на Народна република България е използван от 1946 до 1990 г. В периода 1946-48 е използван герб, подобен на царския, но без короните на лъвовете и щита. През 1948 е създадена емблема, аналогична на тази на Съюза на съветските социалистически републики. Лъвът е поставен на червено поле, обградено от житни класове, обвити с червена лента, на която е записана датата на преврата – 9 IX 1944. Над червеното поле е поставена червена звезда. По-късно същата година, червената лента е заменена с лента в цветовете на националния трикольор, под лъва е поставено зъбно колело, а червеното поле зад лъва е променено със синьо. През 1967 златните житни класове са заменени с бели такива. Последната промяна на герба е през 1971, като на мястото на датата са написани годините на създаване на Дунавска България – 681 и на преврата – 1944. Гербът е отменен през 1990. На 22 ноември 1990 парламентът приема решение, според което от герба са премахнати комунистическите символи – червената лента и петолъчката , а през 1991 в новата конституция на Република България е записано, че гербът представляваː „Гербът на Република България е изправен златен лъв на тъмночервено поле във формата на щит“

## Галерия
- 1946 – 1948. Герб на Народна република България.
- 1948. Герб на Народна република България.
- 1948 – 1967. Герб на Народна република България.
- 1967 – 1971. Герб на Народна република България.
- 1971 – 1990. Герб на Народна република България.